# Genowefa Pabich

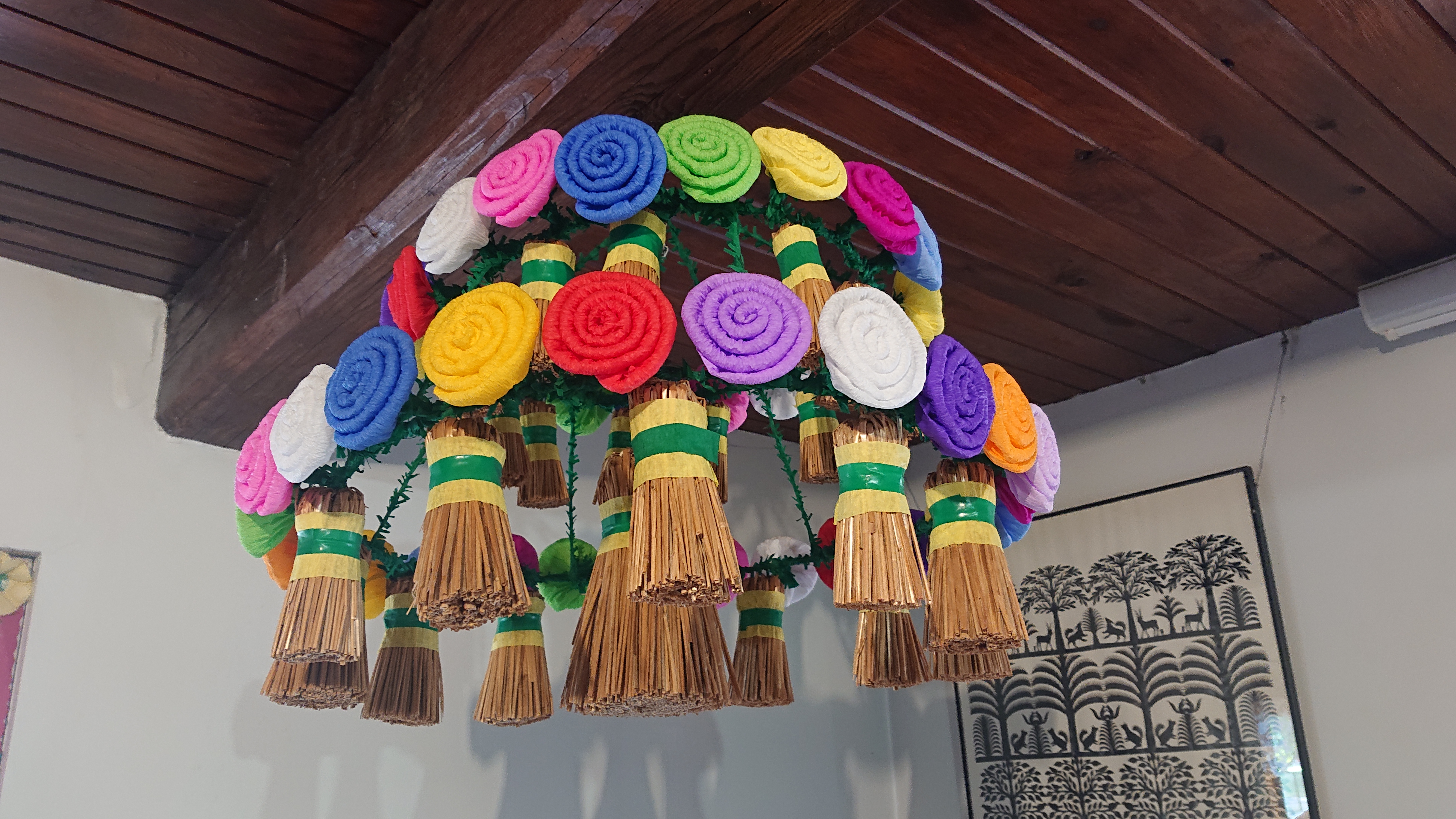
Kierec w jednej z chat w Zagrodzie Kurpiowskiej w Kadzidle wykonany przez Genowefę Pabich

Genowefa Pabich (ur. 22 września 1939 w Jazgarce) – wycinankarka i twórczyni plastyki obrzędowej z Puszczy Zielonej.

## Życiorys
Jest córką Franciszka i Antoniny z Lesińskich Kulisiów. W 1959 po ślubie z Franciszkiem Pabichem przeniosła się do Krobi. Urodziła troje dzieci: Halinę, Kazimierza i Mieczysława.
Twórczością ludową zaczęła się zajmować jako trzynastolatka. Wówczas pod okiem matki wykonała pierwsze wycinanki. Przejęła od niej wzór wycinanki przedstawiającej jeźdźca na koniu. Wykonuje też charakterystyczne dla niej koguty ozdobione kolorowymi grochami i cętkami, a leluje jej autorstwa mają oryginalną ornamentykę, proste cięcia i stosunkowo niewiele ażuru. Stanowią więc kontynuację archaicznych, najstarszych form wycinanki kurpiowskiej. Zajmuje się również tkactwem. Wykonuje bukiety kwiatów z bibuły oraz kierce z grochu, fasolą i wiązek zbóż. Robi palmy wielkanocne.
Przez ponad 30 lat dostarczała rękodzieło do Spółdzielni Rękodzieła Ludowego i Artystycznego „Kurpianka” w Kadzidle. Współpracę z nią zaczęła w 1962. 
Uczestniczy imprezach regionalnych, kiermaszach i targach na terenie Kurpiowszczyzny, m.in. w corocznych w Warsztatach Etnograficznych „Ginące Zawody” w Zagrodzie Kurpiowskiej w Kadzidle, imprezie „Śladami Kurpiów”, „Weselu Kurpiowskim” w Kadzidle i „Niedziela Kadzidlańska”. Prowadzi warsztaty muzeach, domach kultury i szkołach. Przekazuje dzieciom i młodzieży umiejętności wykonywania kwiatów z bibuły, palm i bukietów oraz wycinania wycinanek. W konkursach sztuki ludowej na szczeblu regionalnym i ogólnopolskich zdobyła wiele nagród. Zawsze występuje w stroju kurpiowskim.
Jej prace można zobaczyć w Muzeum Kultury Kurpiowskiej w Ostrołęce, Muzeum Północno-Mazowieckim w Łomży, Skansenie Kurpiowskim im. Adama Chętnika w Nowogrodzie, Państwowym Muzeum Etnograficznym w Warszawie, Muzeum Etnograficznym im. Marii Znamierowskiej-Prüfferowej w Toruniu, Muzeum Częstochowskim oraz Muzeum Wycinanki Polskiej w Konstancinie. Znajdziemy je również w kolekcjach prywatnych.
Należy do Kurpiowskiego Oddziału Stowarzyszenia Twórców Ludowych i Stowarzyszenia Artystów Kurpiowskich.
W 2008 otrzymała Odznakę „Zasłużony Dla Kultury Polskiej”. W 2010 została wyróżniona Medalem „Za zasługi dla Cepelii”, rok później Medalem Pamiątkowym „Pro Masovia”. W 2013 była laureatką Nagrody Prezesa Związku Kurpiów „Kurpik” w kategorii Twórczość ludowa. W 2015 otrzymała Nagrodę Starosty Ostrołęckiego za wybitne osiągnięcia w dziedzinie twórczości artystycznej, jak również Nagrodę Wójta Gminy Kadzidło. W 2021 otrzymała Nagrodę im. Oskara Kolberga.

## Upamiętnienie
W 2020 była jedną z bohaterek wystawy pt. Wycinanka kurpiowska z Puszczy Zielonej przygotowanej przez Muzeum Kultury Kurpiowskiej w Ostrołęce.